# Janice Elaine Voss
Janice Elaine Voss dr. (South Bend, Indiana, 1956. október 8. – Scottsdale, Arizona, 2012. február 7.) amerikai mérnök, űrhajósnő.

## Életpálya
1975-ben a Purdue Egyetemen mérnöki oklevelet szerzett.1977-ben a Massachusetts Institute of Technology (MIT) keretében elektronikából doktorált, amit 1987-ben megvédett.
1990. január 17-től a Lyndon B. Johnson Űrközpontban részesült űrhajóskiképzésben. Speciális kiképzést kapott térképészetből. 2004-2007 között a NASA Kepler Space Observatory tudományos igazgatója. Öt űrszolgálata alatt összesen 49 napot, 3 órát és 49 percet (1179 óra) töltött a világűrben. 2012. február 7-én hunyt el.

## Űrrepülések
- STS–57, a Endeavour űrrepülőgép 4. repülésének küldetésfelelőse. Az űrsikló robotkarjának segítségével visszanyerték az egy évvel korábban, az STS–46 útja során pályára állított négy és fél tonnás  EURECA tudományos műholdat. A SpaceHab mikrogravitációs laboratóriumban kereskedelmi jellegű kísérleteket, gyártási folyamatokat végeztek. Első űrszolgálata alatt összesen 9 napot, 23 órát és 44 percet (226 óra) töltött a világűrben. 6 608 628 kilométert (4 106 411 mérföldet) repült, 155 kerülte meg a Földet.
- STS–63, a Discovery űrrepülőgép 20. repülésének küldetésfelelőse. Az első amerikai repülés a Mir űrállomásra, telepítették az illeszkedő amerikai dokkoló modult. Második űrszolgálata alatt összesen 8 napot, 6 órát és 28 percet (198 óra) töltött a világűrben. 4 816 454 kilométert (2 992 806 mérföldet) repült, 129 kerülte meg a Földet.
- STS–83, a Columbia űrrepülőgép 22. repülésének küldetésfelelőse. A Spacelab (MSL–1), a mikrogravitációs laboratóriumi program a Space Shuttle energiaellátása miatt félbeszakadt. Harmadik űrszolgálata alatt összesen 3 napot, 23 órát és 13 percet (95 óra) töltött a világűrben. 2 400 000 kilométert (1 500 000 mérföldet) repült, 83 kerülte meg a Földet.
- STS–94, a Columbia űrrepülőgép 23. repülésének küldetésfelelőse. Az STS–83 űrrepülésen félbeszakadt Spacelab (MSL–1) programot folytatták. Negyedik űrszolgálata alatt összesen 15 napot, 16 órát és 45 percet (377 óra) töltött a világűrben. 10 000 000 kilométert (6 200 000 mérföldet) repült, 251 kerülte meg a Földet.
- STS–99, a Endeavou űrrepülőgép 14. repülésének küldetésfelelőse. A High-Definition Television (HDTV) kamerával a Föld megfigyelését végezték. Ötödik űrszolgálata alatt összesen 11 napot, 5 órát és 39 percet (269 óra) töltött a világűrben. 6 540 000 kilométert (4 060 000 mérföldet) repült, 182 kerülte meg a Földet.